# السقوط (فلم 2017)
السقوط هو فيلم درامي نفسي أوكراني لعام 2017 من إخراج مارينا ستيبانسكايا. شارك الفيلم في برنامج المسابقة الرئيسي لمهرجان كارلوفي فاري السينمائي الدولي  وبرنامج المسابقة الوطنية لمهرجان أوديسا السينمائي الدولي الثامن.  في أغسطس 2017، شارك الفيلم في اختيار ترشيح الفيلم من أوكرانيا في الذكرى التسعين لجائزة الأوسكار للأكاديمية الأمريكية لفنون وعلوم الصور المتحركة في فئة «أفضل فيلم روائي دولي طويل».

## قصة الفيلم
تدور أحداث الفيلم في مدينة كييف الحديثة، حيث يحاول «غير الأبطال» البالغ من العمر 27 عامًا اتخاذ خيار صعب في ظروف «الزمن البطولي». يعود أنطون، المعجزة الموسيقية التي فشلت في تلبية التوقعات المعلقة عليه، إلى منزلها بعد عامين من الدراسة في سويسرا وستة أشهر من العلاج من إدمان الكحول في مستوصف للأمراض العصبية والنفسية بالقرب من كييف. جده، صاحب المبادئ الصارمة، يأخذ الرجل إلى القرية، بعيدًا عن سحر المدينة الكبيرة. ذات يوم يلتقي أنطون بكاتيا، التي تحاول مثله أن تجد طريقها في الحياة. ومن المقرر أن تسافر إلى برلين قريباً مع صديقها يوهان، المصور الصحفي الألماني الذي التقت به خلال أحداث ميدان. ومع ذلك، فإن اجتماعها مع أنطون يجلب دفعة جديدة لحياتها وله تأثير عميق على كليهما.